# Ovulidae
Ovulidae J. Fleming, 1822 è una famiglia di molluschi gasteropodi della sottoclasse Caenogastropoda.

## Tassonomia
- Sottofamiglia Aclyvolvinae Fehse, 2007
  - Genere Aclyvolva C. N. Cate, 1973
  - Genere Hiatavolv a C. N. Cate, 1973
  - Genere Kuroshiovolva Azuma & C. N. Cate, 1971
- Sottofamiglia Eocypraeinae Schilder, 1924
  - Genere † Allmoniella Dolin & Dockery, 2018
  - Genere Amonovula Fehse, 2019
  - Genere Apiocypraea Schilder, 1925 †
  - Genere Archivolva Lorenz & Fehse, 2009
  - Genere Calpurnus Montfort, 1810
  - Genere Carpiscula C. N. Cate, 1973
  - Genere Crenavolva C. N. Cate, 1973
  - Genere Cuspivolva C. N. Cate, 1973
  - Genere Dentiovula Habe, 1961
  - Genere Diminovula Iredale, 1930
  - Genere † Eocypraea Cossmann, 1903
  - Genere † Eotrivia Schilder, 1924
  - Genere † Eschatocypraea Schilder, 1966
  - Genere Globovula C. N. Cate, 1973
  - Genere † Grovesia Dolin & Ledon, 2002
  - Genere Habuprionovolva Azuma, 1970
  - Genere Margovula C. N. Cate, 1973
  - Genere † Oxycypraea F. A. Schilder, 1927
  - Genere Primovula Thiele, 1925
  - Genere Prionovolva Iredale, 1930
  - Genere Procalpurnus Thiele, 1929
  - Genere Prosimnia Schilder, 1927
  - Genere Pseudosimnia Schilder, 1927
  - Genere Rotaovula C. N. Cate & Azuma in C. N. Cate, 1973
  - Genere Sandalia C. N. Cate, 1973
  - Genere Serratovolva C. N. Cate, 1973
  - Genere † Taviania Dolin & Pacaud, 2009
  - Genere Testudovolva C. N. Cate, 1973
- Sottofamiglia Ovulinae J. Fleming, 1828
  - Genere Calcarovula C. N. Cate, 1973
  - Genere Kurodavolva Azuma, 1987
  - Genere Ovula Bruguière, 1789
  - Genere Pellasimnia Schilder, 1939
  - Genere Phenacovolva Iredale, 1930
  - Genere Takasagovolva Azuma, 1974
  - Genere  Volva Röding, 1798
- Sottofamiglia Pediculariinae Gray, 1853
  - Genere † Cypraedia Swainson, 1840
  - Genere † Eucypraedia Schilder, 1939
  - Genere Jenneria Jousseaume, 1884
  - Genere Pseudocypraea Schilder, 1927
  - Genere † Cypropterina de Gregorio, 1880
  - Genere † Lozouetina Dolin & Dockery, 2018
  - Genere † Olianatrivia Dolin, Biosca-Munts & Parcerisa, 2013
  - Genere † Cypraeopsis Schilder, 1936
  - Genere Lunovula Rosenberg, 1990
  - Genere Pedicularia Swainson, 1840
  - Genere Pedicypraedia Lorenz, 2009
  - Genere † Transovula de Gregorio, 1880
- Sottofamiglia Simniinae F. A. Schilder, 1925
  - Genere Contrasimnia Lorenz & Fehse, 2009
  - Genere Cymbovula C. N. Cate, 1973
  - Genere Cyphoma Röding, 1798
  - Genere Dissona C. N. Cate, 1973
  - Genere Naviculavolva Lorenz & Fehse, 2009
  - Genere Neosimnia P. Fischer, 1884
  - Genere Quasisimnia Lorenz & Fehse, 2009
  - Genere Simnia Risso, 1826
  - Genere Simnialena C. N. Cate, 1973
- Sottofamiglia Sulcocypraeinae Schilder, 1932
  - Genere † Luponovula Sacco, 1894
  - Genere Sphaerocypraea F. A. Schilder, 1927
  - Genere † Sulcocypraea Conrad, 1865
  - Genere † Willungia Powell, 1938